# Gomez Diaz de Saldanha
Gomez Diaz de Saldanha ou Gómez Díaz de Saldaña foi um cavaleiro medieval de Palência, terras de Castela e Leão, onde foi conde de Saldaña e de Liébana (c. 940–c. 987).

## Relações familiares
Foi filho de Diego Muñoz (c. 910–?) e de Tigridia. Casou com Muniadona Fernandes, filha de Fernão Gonçalves, conde de Castela e de Sancha Sanches de Pamplona, filha do rei Sancho Garcês I rei de Pamplona
Deste casamento nasceram:
1. Diogo Gomes de Saldaña;
2. Urraca Gomes, casada com Sancho Garcia, conde de Castela.
3. Sancha Gomes, a esposa de Ramiro III, rei de Leão.